# Estelle Leroi
Pour les articles homonymes, voir Leroi.
Estelle Leroi, née le 26 juin 1977, est une triathlète française, double vainqueur sur le triathlon XXL Embrunman en 2005 et 2006.

## Biographie

### Jeunesse
Estelle Leroi pratique le cyclisme dès son plus jeune âge et dispute des compétitions de 9 à 21 ans. En 1998, elle arrête toutes ses activités sportives pendant trois années. Elle reprend en 2001 par l’athlétisme mais n'accroche pas et se dirige alors vers le triathlon.

### Carrière en triathlon
Après avoir remporté l'édition 2005 pour sa première participation, Estelle Leroi conserve son titre sur l'Embrunman en 2006, au terme d'une course très disputée avec la Britannique Bella Commerford. Creusant des écarts pendant la partie vélo, elle compte jusqu'à huit minutes d'avance sur la Britannique au passage du Col d'Izoard, avance qu'elle accroit d'autant à son arrivée à la deuxième transition. Elle poursuit sans faiblir avec un rythme élevé lors du marathon et remporte son deuxième titre sur la compétition avec près de 12 minutes d'avance sur Bella Commerford et près de 20 minutes sur la troisième, la Française Cécile Clastrier. Elle améliore son temps de l'édition précédente et établit à l'occasion le 5e meilleur temps féminin de l'épreuve XXL de tous les temps.
En 2007, Estelle Leroi se qualifie dans l’équipe de France de triathlon longue distance avec Johanna Daumas, Delphine Pelletier et Virginie Pilat pour participer aux championnats du monde longue distance qui se déroulent à Lorient. Pour cette première participation au niveau mondial, elle prend la 22e place en 4 h 29 min 53 s. Pour sa 3e participation à l'Embrunman, elle monte sur la troisième marche du podium et cède son titre à sa compatriote Audrey Cléau qui l'emporte devant une autre Française, Alexandra Louison.
En 2009, elle monte pour la troisième fois sur le podium des championnats de France de triathlon longue distance qui se déroulent à Belfort sous un temps pluvieux qui cause l'abandon de plusieurs compétiteurs. Elle prend la troisième place derrière Delphine Pelletier et Isabelle Ferrer. Elle participe de nouveau à l'Embrunman mais est contrainte à l'abandon. Elle poursuit sa saison en participant et en remportant des compétitions régionales.

### Autres pratiques sportives
Estelle Leroi participe en 1997 au championnat de France contre-la-montre et prend la 13e place de la compétition. En 2015, elle participe encore avec succès à des épreuves de course de fond régionales.

## Palmarès
Le tableau suivant présente les résultats les plus significatifs (podiums) obtenus sur le circuit international de triathlon depuis 2005.
| Année                                               | Compétition                                         | Pays               | Position           | Temps            |
| --------------------------------------------------- | --------------------------------------------------- | ------------------ | ------------------ | ---------------- |
| 2009                                                | Championnats de France de triathlon longue distance | France             | Médaille de bronze | 7 h 6 min 17 s   |
| 2007                                                | Embrunman                                           | France             | Médaille de bronze | 12 h 30 min 11 s |
| 2006                                                | Embrunman                                           | France             | Médaille d'or      | 11 h 58 min 37 s |
| Championnats de France de triathlon longue distance | France                                              | Médaille de bronze | timing             |                  |
| 2005                                                | Embrunman                                           | France             | Médaille d'or      | 12 h 17 min 25 s |
| Championnats de France de triathlon longue distance | France                                              | Médaille de bronze | timing             |                  |